# Albert Reuss

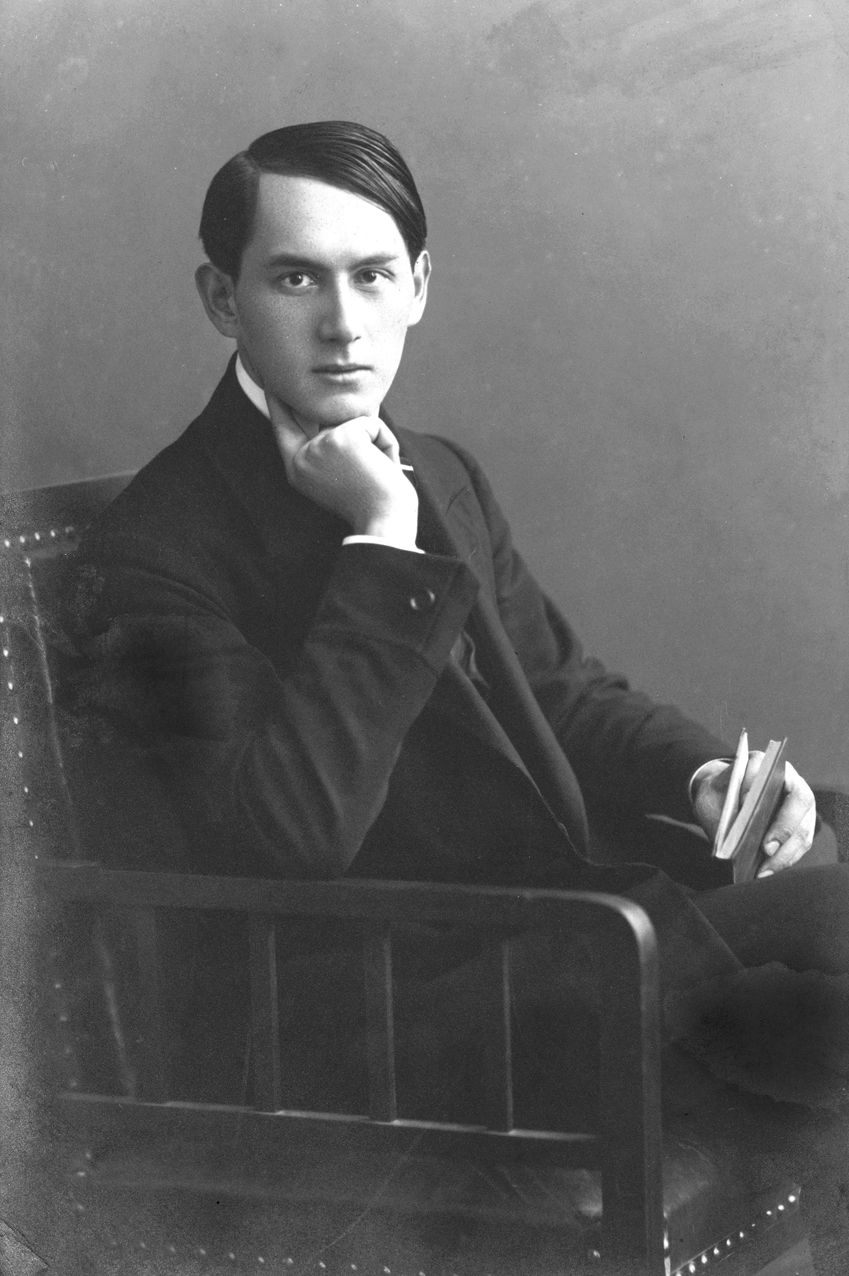
Albert Reuss, 1915

Albert Reuss, geboren als Albert Reisz (* 2. Oktober 1889 in Wien, Österreich-Ungarn; † 4. November 1975 in Cornwall Truro), war ein österreichisch-englischer Maler, Bildhauer und Zeichner, der 1938 wegen des Anschlusses Österreichs an das Deutsche Reich nach England emigrierte. In den letzten Jahren erfuhren seine Arbeiten im Rahmen der Beschäftigung mit der Kunst der Verschollenen Generation eine neue Aufmerksamkeit. 2007 wurden seine Werke in der Sammlung Leopold in der Ausstellung „Zwischen den Kriegen. Österreichische Künstler 1918–1938“ gezeigt.

## Leben

### Kindheit und Jugend. Erste Erfolge als Maler in Wien

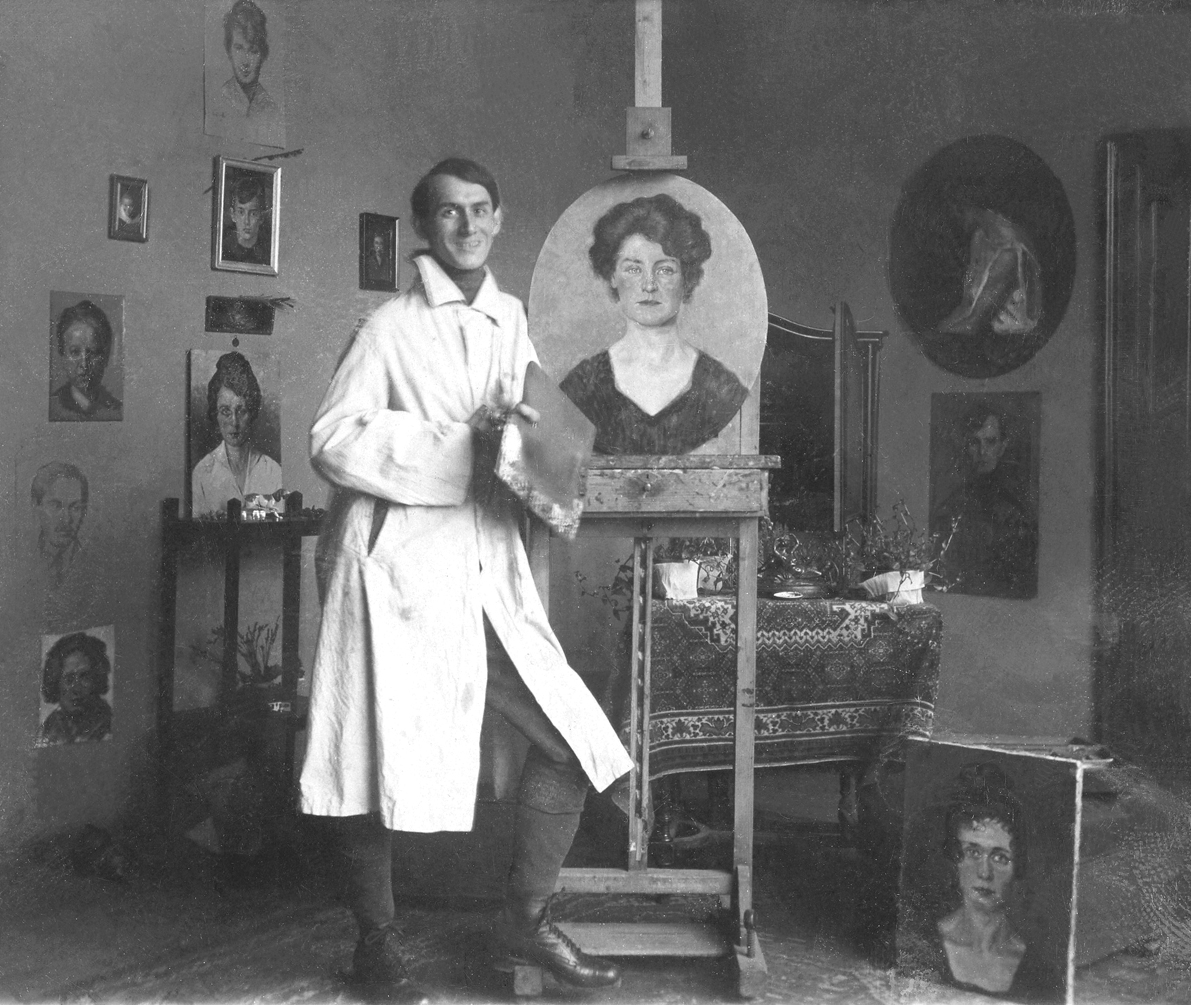
Albert Reuss, 1918

Albert Reuss wurde als Sohn des jüdischen Schächters und Fleischhauermeisters Ignaz Reisz (* 1855 in Grivana; † 1911 in Wien) und Sidonia geborene Freund (* 1861 in Nitra; † 1928 in Wien) in Wien geboren. Er hatte acht Brüder und zwei Schwestern, von denen drei in früher Kindheit starben. In den späten 1880er Jahren siedelte die Familie von Ungarn nach Wien über, wo der Familienname von den Behörden mit Reiss registriert wurde. Im Alter von 5 Jahren begann Reuss zu Malen. Mit 12 erhielt er Malunterricht von einem Onkel, dem Baron Andreas Ritter von Reisinger, der mit einer Schwester seines Vaters verheiratet war. Als Reuss ihm ein Gemälde von der Totenmaske Ludwig van Beethovens präsentierte, zweifelte sein Onkel an, dass die Arbeit von ihm stammte. Die Infragestellung seiner künstlerischen Fähigkeiten sollte Reuss bis zu seinem Lebensende im Gedächtnis bleiben. Nach Abschluss der Volksschule bewarb er sich im Alter von 14 Jahren erfolglos an der Akademie der bildenden Künste Wien. Währenddessen hatte er seinem Vater als Pferdepfleger zu helfen oder Tiere zum Schlachthof zu führen, was er als „beängstigend“ erlebte. Ursprünglich sollte er den Beruf des Vaters weiterführen. Dieser wollte jedoch den ungewöhnlichen Neigungen seines Sohnes Rechnung tragen und legte für ihn eine Ausbildung zum Schauspieler fest. Von 1909 bis 1913 übernahm Reuss Rollen in diversen österreichischen und tschechischen Provinztheatern, in denen er auch Gesangsauftritte zu absolvieren hatte. Im Rückblick kommentierte Reuss seine Tätigkeit selbstironisch, erwähnte ein Lispeln und seine Unfähigkeit, auf die Eingaben des Souffleurs zu achten. Die Einberufung zum Kriegsdienst hatte er verweigert. Da er die Geldstrafe von 5 Schilling nicht bezahlen konnte, wurde er für 24 Stunden in einem Gefängnis inhaftiert. Im Ersten Weltkrieg wurde Reuss aufgrund seines fragilen Gesundheitszustandes, er litt zeitlebens unter Lungen- und Rippenfellentzündungen, in Wien eingesetzt und kam nicht zum Fronteinsatz. 1915 begegnete er Rosa Feinstein (* 1891 in Wien), der Tochter eines jüdisch-russischen Kaufmanns. Rosa und er heirateten im Dezember 1916. Im selben Jahr erkrankte er an Tuberkulose und verbrachte 18 Monate in einem Sanatorium, während seine Frau als Sekretärin den Lebensunterhalt verdiente. Im Oktober 1922 konvertierte das Paar zum Christentum. Albert ließ sich in Wien am Möllwaldplatz 3 als Maler nieder und verwendete zum ersten Mal den Nachnamen „Reuss“ (offiziell wurde der Name erst 1931 behördlich registriert). Mit in die Wohnung zog der 10 Jahre jüngere Student Sylvio Metzger, der zeitlebens eng mit Albert und Rosa Reuss befreundet blieb. 1922 beteiligte sich Reuss mit dem Porträt „Prof. Dr. A. M.“ an einer Ausstellung der Wiener Secession. Er machte sich als Porträtmaler einen Namen, stellte ab 1925 im Hagenbund aus und hatte 1926 seine erste Einzelausstellung in der bekannten Würthle Galerie. Seine Ausstellungen erhielten in der Presse gute Kritiken. Von 1926 bis 1938 unterrichtete er an der Fachlehranstalt für das Kleidungsgewerbe in den Fächern Design für Damen und Kunstgeschichte. Ein Förderer ermöglichte ihm und seiner Frau 1930 einen einjährigen Aufenthalt in Cannes, wo Reuss über 40 Gemälde erstellte. Zwei Jahre später erhielt er mit dem Heimatschein die österreichische Staatsbürgerschaft. Ab Mitte der 1930er Jahre war er auch als Bildhauer tätig, fertigte u. a. Porträtbüsten der Schauspielerin Maria Eis und von dem Wiener Ratsmitglied Johann Grossinger an. Über eine Vermittlung wurde er 1935 zu einem Aufenthalt auf einem Gut in Bedfordshire eingeladen.

### 1938: Flucht nach England
Durch den Anschluss Österreichs an das Deutsche Reich im März 1938 musste Reuss, der sich mittlerweile in der Wiener Gesellschaft als Maler und Bildhauer etabliert hatte und zu Wohlstand gelangt war, mit seiner Frau aus Österreich fliehen. Mit Hilfe der englischen Kontakte, die er während seines Aufenthaltes in Bedfordshire aufbauen konnte und durch Vermittlung des Birminghamer Universitätsprofessors John Sturge Stevens, einem Mitglied der Religious Society of Friends, gelang eine Übersiedlung nach England, wo das Ehepaar im August 1938 mit 10 Reichsmark (mehr Bargeld wurde Emigranten von den deutschen Behörden bei der Ausreise nicht gestattet) in Dover eintraf. Der gesamte Haushalt der Wiener Wohnung, der aus 38 Containern bestand, wurde von den Nationalsozialisten konfisziert. Einige Mitglieder der Reuss’schen Familie konnten nicht mehr rechtzeitig aus den von den Deutschen besetzten Gebieten fliehen. Sie überlebten den Holocaust nicht und starben in den Vernichtungslagern Maly Trostenez und Treblinka. Nach einem kurzen Aufenthalt in London wurde das Ehepaar von Stephens nach St Mawes in Cornwall eingeladen, wo Reuss das Atelier von zwei Malerinnen mit benutzen durfte. Im Oktober 1938 wurde ihm dort eine erste Ausstellung eingerichtet, die ein wirtschaftlicher Erfolg wurde und die zu einer weiteren Ausstellung in der Lanham’s Gallery in St Ives (Cornwall) führte. Eine dritte Ausstellung fand im August 1939 in Truro statt. Nach dem deutschen Überfall auf Polen am 1. September 1939 und der englischen Kriegserklärung an Deutschland wurde Reuss im Juni 1940 als Feindlicher Ausländer in einem Internierungslager in Shropshire inhaftiert. Durch Beziehungen wurde er im August wieder entlassen und zog mit seiner Frau zur Miete nach Cheltenham, wo das Paar die nächsten acht Jahre lebte. Eine vierte Einzelausstellung fand 1940 in Cheltenham statt. Reuss erhielt eine Anstellung als Kunstlehrer an der dortigen Dean Close School und war nun wirtschaftlich unabhängig. 1947 erhielten Albert und Rosa Reuss die englische Staatsbürgerschaft.

### 1948: Übersiedlung nach Mousehole
Die 1893 in York geborene Malerin Ruth Adams, die ein Gemälde von Reuss in seiner ersten englischen Ausstellung erwarb, ließ dem Paar ein geräumiges Haus mit Atelier in Mousehole erbauen, ARRA genannt, das Albert und Rosa im März 1948 bezogen. Reuss hatte zuvor im Wohnzimmer der Cheltenhamer Wohnung circa 200 Gemälde erstellt, die er in sein neues Studio mitbrachte. Die Jahre im Nachkriegsengland waren geprägt durch finanzielle Engpässe bedingt durch steigende Lebenshaltungskosten. Auch verdiente Reuss kein Geld mehr durch Kunstunterricht und musste Einnahmen ausschließlich durch Bilderverkäufe erzielen. Zudem kam Adams wenige Wochen nach dem Einzug in Mousehole durch einen Unfall ums Leben. Zwar war das Haus an das Ehepaar Reuss überschrieben, aber es war weder fertiggestellt noch möbliert. In den ersten Jahren fand das Paar aufgrund der unnahbaren Ausstrahlung von Reuss, dem zeitlebens Verhaltensmuster nachgesagt wurden, die auf ein Asperger-Syndrom hindeuten, nur wenig Anschluss an die örtliche Bevölkerung. Im Parterre des Hauses betrieb Rosa Reuss mit einer Freundin die „ARRA Gallery“, in der bis 1956 Ausstellungen wie die „Exhibition of Designs“ in Zusammenarbeit mit dem Arts Council of Great Britain ausgerichtet wurden und lokale Künstler wie Jack Pender aus Mousehole oder Alexander Mackenzie, ein Maler der Künstlerkolonie St Ives, Arbeiten präsentierten. Im Gegenzug versuchte Albert Reuss Anschluss an die lokalen Künstlerkolonien zu finden. Bemühungen um Aufnahme in die Penwith Society of Artists verliefen nach einer Korrespondenz mit dem Gründungsmitglied Peter Lanyon erfolglos. Ab 1951 fand er eine temporäre Anstellung als Kunstlehrer an der Penzance County School for Boys (Penzance Grammar School). Ab 1953 begann durch die Vermittlung des Kunstkritikers Kenneth Romney Towndrow eine Zusammenarbeit mit der renommierten O´Hana Gallery, die 20 Jahre andauern sollte. Jacques O´Hana, ein Bruder des französischen Komponisten Maurice Ohana, war ein international agierender Kunsthändler, der auf den Handel mit französischen Impressionisten spezialisiert war. Der Hauptsitz seiner Galerie befand sich in London, wo eine erste Einzelausstellung von April bis Mai 1953 stattfand. War das Verhältnis zwischen Kunsthändler und Künstler zunächst gespannt, O´Hana versuchte, Reuss nach seiner zweiten Ausstellung zu bewegen, freundlichere und leichter verkäufliche Themen darzustellen, worauf der Maler entschieden ablehnend reagierte, wandelte sich das Verhältnis im Laufe der Jahre zu einer Freundschaft und O´Hana wurde zu einem der wichtigsten Förderer und Unterstützer von Reuss Werk. 1966 fand ein erster Besuch des Galeristen in Mousehole statt.

### Nachlassregelung und Tod
Die letzten Jahre von Albert und Rosa Reuss waren geprägt von wechselnden Krankenhausaufenthalten und finanziellen Engpässen, auch wenn das Paar bis 1963 beim österreichischen Hilfsfonds für Opfer von politischer Verfolgung Anträge auf Entschädigung eingereicht hatte, eine geringe Rente erhielt und zusätzlich von Reuss jüngerem Bruder Max monatlich unterstützt wurde. Im Januar 1970 verstarb die Ehefrau des Künstlers, die sich zeitlebens um die organisatorischen Belange ihres Mannes gekümmert hatte und die Kontakte zur Außenwelt hielt. Kurz zuvor hatte O´Hana einen Herzinfarkt überlebt. In Sorge um seinen künstlerischen Nachlass und davor, dass seine Bilder nach seinem Tod zerstört werden könnten, übergab Albert Reuss einen Großteil seines Werkes an die Galerie. Eine Nachlassregelung wurde mit Hilfe des Pressesekretärs der österreichischen Botschaft in London, Dr. Ingo Mussi (1935–2012), gefunden, der einige Werke von Reuss an internationale Museen vermitteln konnte. Eine geplante Biografie scheiterte 1970 am Einverständnis des Künstlers, der mit den Texten von Max Wykes-Joyce über ihn nicht zufrieden war. Im Juli 1974 starb Jacques O´Hana. Zu diesem Zeitpunkt befanden sich 165 Gemälde, Plastiken und Zeichnungen in der Londoner Galerie, die im März 1975 durch die Witwe des Galeristen geschlossen wurde. Ingo Mussi konnte die Arbeiten über die Gesellschaft Euro Art nach Österreich vermitteln, die im September 1975 eine Ausstellung in der Bawag Foundation unter dem Titel „Bilder der Einsamkeit – Albert Reuss“ ausrichtete. Die Eröffnungsrede wurde von dem späteren österreichischen Bundeskanzler Fred Sinowatz gehalten. Albert Reuss konnte diesen Erfolg noch mit erleben. Er starb nach einem Krankenhausaufenthalt im Alter von 86 Jahren am 4. November 1975 in einem Betreuungsheim in Truro (Cornwall).

### Gedenktafel

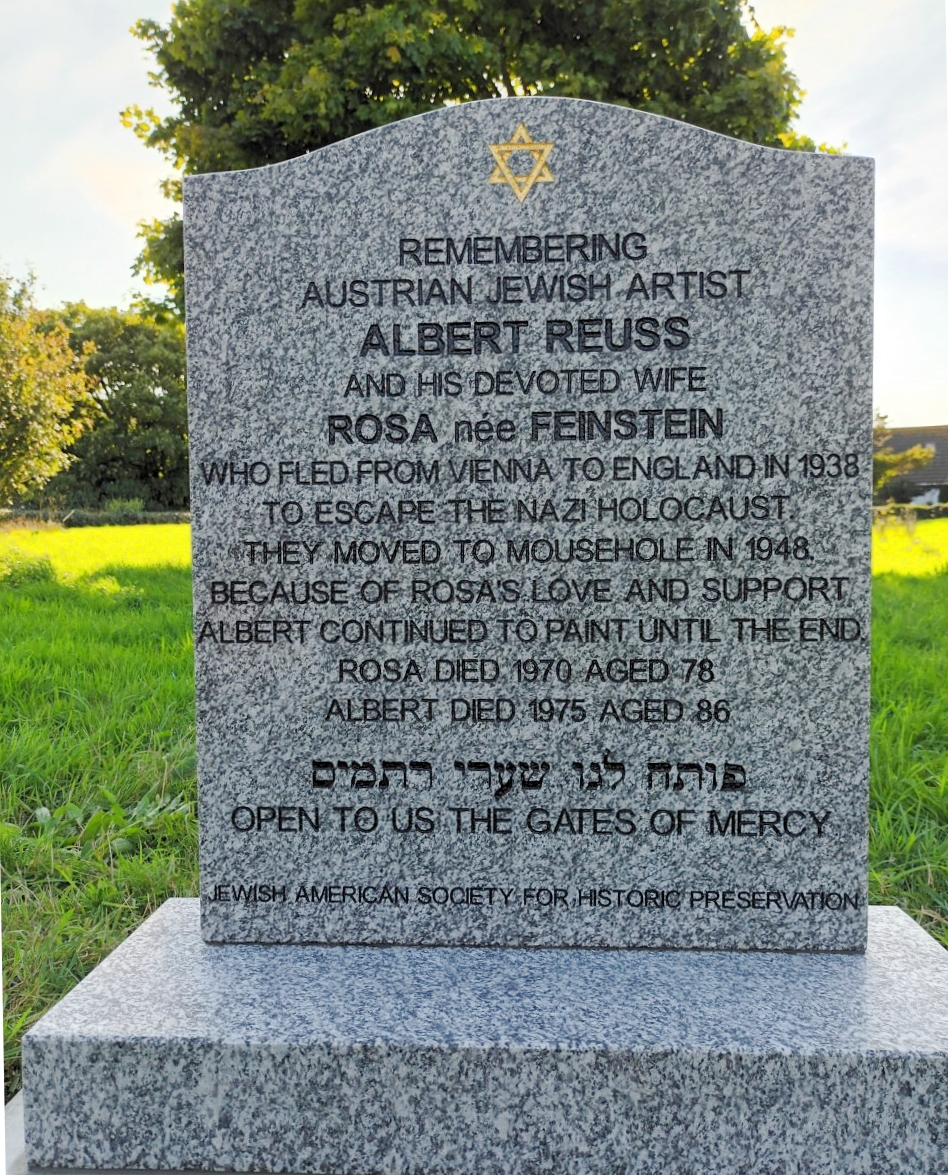
Gedenktafel für Albert Reuss und seine Frau Rosa

Im September 2022 wurde eine Gedenktafel für Albert Reuss und seine Frau Rosa auf einem Friedhof der Ortschaft Paul nahe Mousehole errichtet. Der Friedhof gehört zur Pfarrkirche St Pol de Léon. Die Gedenktafel wurde von der Jewish American Society for Historic Preservation (JASHP), der Reuss-Biografin Susan Soyinka und der Pfarrkirche St Pol de Léon gestiftet.
Die Gedenktafel befindet sich in der Nähe eines Erinnerungsbaums, der von der Association of Jewish Refugees (AJR) gespendet wurde. Der Baum gehört zur Kampagne „80 Bäume für 80 Jahre“ in Gedenken an den 80. Jahrestag der AJR und an das Engagement der Bewohner von Mousehole und Paul, die 1940 über 100 aus der Londoner Jew´s Free School evakuierte jüdische Kinder aufnahmen, um diese vor der Bombardierung Londons zu schützen.

## Werk
Als sich Reuss in den 1930er Jahren vollständig der Malerei zuwandte, war sein Stil expressiv mit pastosem Farbauftrag wie in den Gemälden Frau, eine Zeitung lesend von 1930 (69 × 56,5 cm, The Cheltenham Trust and Cheltenham Borough Council) oder Die Kärntner Familie von 1932 (99 × 130,5 cm, Privatsammlung). Thematisch behandelte er Landschaften, Stillleben und Figurenbilder.
In England veränderte sich seine Malerei hin zu Landschaftsbildern und melancholischen Figurenkompositionen in kühlen Farben mit Tendenzen zur Reduktion, Abstraktion und einem surrealen Ausdruck. In den Gemälden spiegeln sich die Verlusterfahrungen eines entwurzelten Menschen, der sich im Alter von 50 Jahren ein neues Leben in einem fremden Land aufbauen musste, dessen Sprache er nicht beherrschte, und der den Anschluss nie mehr finden konnte. Die Kritiken der 1950er und 1960er Jahre hoben im Besonderen die Klarheit der Linie, die Einfachheit der Gemälde und die darin zu entdeckende Spiritualität hervor. Nach seinem Umzug nach Mousehole wandte sich Reuss verstärkt leeren Landschaften mit angeschwemmtem Strandgut, kahlen Bäumen, zerbrochenen Zäunen und Mauern zu. Die Objekte scheinen verlassen im Raum zu schweben und keinen Halt mehr zu haben. Sie scheinen ihrem natürlichen Kontext entrissen und stehen für die Verlassenheit eines nicht in sein Umfeld passenden Objekts. Reuss verzagte im Großen und Ganzen ob der reservierten Reaktionen des Kunstpublikums. „Würde ich auf dem Mond leben, könnte ich nicht weniger Kontakt zur Welt haben als jetzt.“ Die späten Arbeiten wurden noch düsterer und offenbarten seine psychische Befindlichkeit. „Ich wurde so pessimistisch, dass es mir völlig gleichgültig war, was mit mir geschah.“ Er selbst nannte die Früchte seiner Arbeit „Bilder der Einsamkeit“.

## Einzelausstellungen
- 1926, 1931: Würthle Galerie, Wien
- 1938: St Mawes, Cornwall
- 1938: Lanham’s Gallery, St Ives, Cornwall
- 1938: Gas Company Showroom, Truro, Cornwall
- 1940: Cheltenham Art Gallery and Museum, Gloucestershire
- 1944: Cheltenham Art Gallery and Museum, Gloucestershire
- 1945: Royal Birmingham Society of Artists/New Street Gallery, Birmingham
- 1945: Laing Art Gallery and Museum, Newcastle upon Tyne
- 1945: Salford Museum and Art Gallery
- 1947: Turner House Gallery, Penarth, Wales
- 1948: Royal Cornwall Polytechnic, Falmouth, Cornwall
- 1949, 1951, 1956: Studio ARRA, Mousehole, Cornwall
- 1950: Woseley Room/Hove Public Library, Brighton, Sussex
- 1950: Public Library, Museum and Art Gallery, Darlington, North East England
- 1951: Bankfield Museum, Halifax, West Yorkshire
- 1951: Shipley Art Gallery, Gateshead, North East England
- 1952: Public Library and Museum, South Shields, North East England
- 1953: Victoria Park Museum, Keighley, West Yorkshire
- 1953: Batley Art Gallery, Batley, West Yorkshire
- 1953–1973: zweijährliche Ausstellungen in der O´Hana Gallery, London
- 1956: Heffer Gallery, Cambridge
- 1974, 1979, 1980, 1983: The Newlyn Orion, Penzanze, Cornwall
- 1975: Bilder der Einsamkeit, Bawag Foundation, Wien
- 1977: Preston Art Gallery, Lancashire
- 1982: City Art Gallery, Plymouth, Devon
- 1985: Galerie Kuckucksmühle, Hilter, Deutschland
- 1989: Ginger Gallery, Bristol
- 1992: Newlyn Orion Art Gallery, Penzanze, Cornwall
- 2017: Newlyn Art Gallery, Penzanze, Cornwall

## Gruppenausstellungen
- 1922: Wiener Secession, Wien
- 1925–1935: Beteiligungen an Ausstellungen des Hagenbundes, Wien
- 1932: Chicago International Exhibition, USA
- 1940. Artists’ International Association, London
- 1950: Artists of fame and promise, Leicester Gallery, London
- 1955: Friends of Israel, Ben Uri Gallery, London
- 1956: St John’s College (Oxford)
- 1956: Royal Academy of Arts, London
- 1963: Akademie der bildenden Künste Wien
- 1968: Marc Serfaty Gallery, Los Angeles, USA
- 1971: Tel Aviv Museum of Art, Israel
- 1978: New Arts Centre, London
- 1997: Österreichische Galerie Belvedere, Wien
- 2007: Zwischen den Kriegen. Österreichische Künstler 1918–1938, Sammlung Leopold, Wien
- 2016: Tel Aviv Museum of Art, Israel

## Öffentliche Sammlungen

### Österreich
- Österreichische Galerie Belvedere, Wien
- Albertina (Wien)
- Sammlung Leopold, Wien

### England
- Victoria & Albert Museum, London
- British Museum, Print Cabinet, London
- Newlyn Art Gallery, Newlyn
- Shipley Art Gallery, Gateshead
- Laing Art Gallery Newcastle-Upon-Tyne
- Darlington Borough Art Collection and Cheltenham Art Gallery & Museum, Cheltenham
- Fitzwilliam-Museum, Cambridge
- Batley Museum, Yorkshire
- Hove Museum, Hove
- The Bankfield Museum, Halifax (West Yorkshire)

### Israel
- Tel Aviv Museum of Art, Tel Aviv

### USA
- Cleveland Museum of Art, Cleveland, Ohio

### Russland
- Moscow Print Cabinet, Moskau

## Biografie
- Susan Soyinka: Albert Reuss in Mousehole. The Artist as Refugee. Sansom and Company, Bristol 2017, ISBN 978-1-911408-16-1.